# Jakarta Challenger 1988
Il Jakarta Challenger 1988, noto come Nugra Santana Challenger 1988 per motivi di sponsorizzazione, è stato un torneo professionistico maschile di tennis facente parte della categoria ATP Challenger Series nell'ambito dell'ATP Challenger Series 1988. Il torneo si è giocato a Giacarta in Indonesia dal 31 ottobre al 6 novembre 1988 su campi in cemento.
È stata l'unica edizione del torneo e l'anno successivo avrebbe avuto inizio nella capitale indonesiana l'omonimo Jakarta Challenger.

## Vincitori

### Singolare
Shane Barr ha battuto in finale  Steve Guy con il punteggio di 1–6, 7–5, 6–3

### Doppio
Tim Pawsat /  Brad Pearce hanno battuto in finale  Steve DeVries /  John Sobel con il punteggio di 6–3, 6–3